# Amyttosa insectivora
Amyttosa insectivora är en insektsart som beskrevs av Naskrecki 2008. Amyttosa insectivora ingår i släktet Amyttosa och familjen vårtbitare. Inga underarter finns listade i Catalogue of Life.